# David Seymour

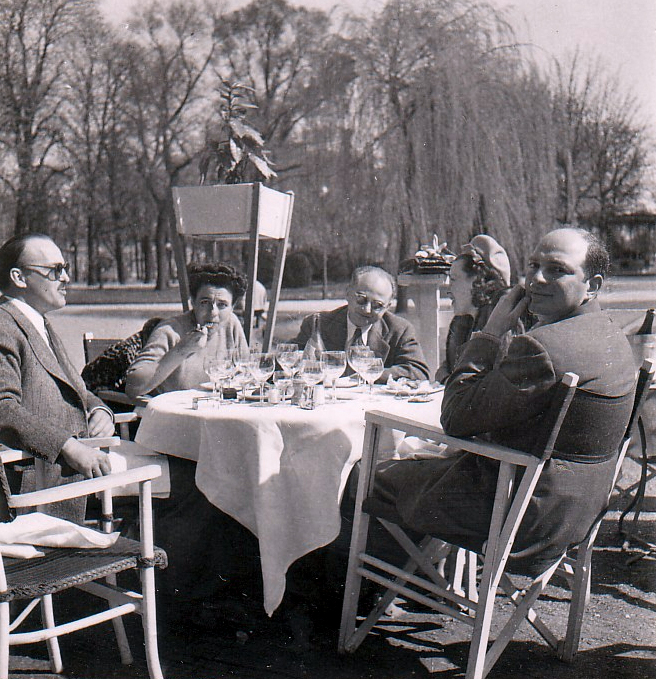
Zleva: Will Lang Jr., Dida Comacho, David "Chim" Seymour, Louise Lang a Yale Joel na kávě v Bois de Boulogne

David Robert Seymour (20. listopadu 1911 Varšava, Polsko – 10. listopadu 1956 El Quantara, Egypt) byl americký fotograf a spoluzakladatel fotoagentury Magnum Photos, rodným jménem David Szymin, používal přezdívku Chim (výslovnost: šim).

## Život
Narodil se roku 1911 v rodině nakladatele židovské literatury ve Varšavě, která tehdy byla součástí carského Ruska. Po vypuknutí první světové války se rodina odstěhovala na východ do ruského vnitrozemí a do Varšavy, hlavního města nového polského státu, se vrátila v roce 1919.
David Szymin nejprve studoval hru na klavír. Pro nedostatek hudebního sluchu studium hudby přerušil a přešel na soukromé židovské gymnázium, které absolvoval v roce 1929. Z Varšavy odešel studovat knihtisk, výtvarné umění a fotografii do Lipska na Akademii grafických umění, kterou ukončil v roce 1931. Poté pokračoval ve studiích na Sorboně v Paříži. V důsledku hospodářské krize a politického vývoje v Německu se vydavatelství jeho otce dostalo do obtíží, a proto David Szymin začal roku 1933 v Paříži pracovat jako fotoreportér. Seznámil se zde a spolupracoval s Robertem Capou a Henrim Cartier-Bressonem.
V 1936–1938 pracoval jako fotoreportér pro agenturu Alliance Photo v různých zemích Evropy a severní Afriky. Fotografoval také ve Španělsku v době občanské války, kde dokumentoval dopady války na civilní obyvatele. Jeho fotografie otištěné v časopise Life měly velký ohlas.
V květnu 1939 odplul David Szymin na lodi se španělskými uprchlíky do Mexika, kde jej v září zastihlo vypuknutí druhé světové války. Do Francie ani do Polska se vrátit nemohl. Přešel proto hranice do Spojených států. Odešel do New Yorku, kde pracoval jako spolumajitel fotografické laboratoře. Změnil si jméno na David Seymour a po vstupu Spojených států do války se přihlásil do armády jako dobrovolník. Přestože měl slabý zrak, byl přijat pro své fotografické zkušenosti a jazykové znalosti, které uplatnil v odděleních výzvědné služby americké armády. Po invazi spojenců v Normandii působil v Evropě jako fotograf a tlumočník. Na konci války rovněž získal americké občanství.
Po propuštění z armády po skončení války se David Seymour znovu vrátil do Evropy, aby pro organizaci UNICEF fotografoval děti postižené válkou. Navštívil také Varšavu, kde zjistil osud své rodiny, která zahynula v roce 1942.
V roce 1947 se v Paříži Robert Seymour sešel znovu s Robertem Capou a Henrim Cartier-Bressonem. Založili nezávislou fotografickou agenturu Magnum Photos, ke které se přidala celá řada dalších významných fotografů. David Seymour stále cestoval a fotografoval. Opakovaně se vracel do nově vzniklého státu Izrael, jezdil do Řecka zmítaného občanskou válkou, ve Vatikánu pracoval na připravované knize.
Po smrti Roberta Capy, předsedy sdružení Magnum Photos, v Indočíně v roce 1954, se novým předsedou stal David Seymour. Vedle řízení agentury pokračoval ve fotografování. Věnoval se nejen reportážím, ale také dokumentování italských lidových slavností a portrétování známých osobností (např. hudebního dirigenta Artura Toscaniniho, historika umění Bernarda Berensona, herečky Ingrid Bergmanové, Giny Lollobrigidy, Sophie Lorenové, řecké královny Frederiky).
David Seymor zahynul 10. listopadu 1956 u Suezského průplavu spolu s fotoreportérem Jeanem Royem při cestě přes frontu za reportáží o výměně zajatců. Byli zastřeleni egyptskou hlídkou v době příměří.

## Publikace (výběr)
- Childern of Europe. Paris: UNESCO, 1949.
- The Vatican. New York: Farrar and Straus, 1950. Text Ann Carnahan.
- Little Ones. Tokio: [s.n.], 1957.